# Ayanna Pressley

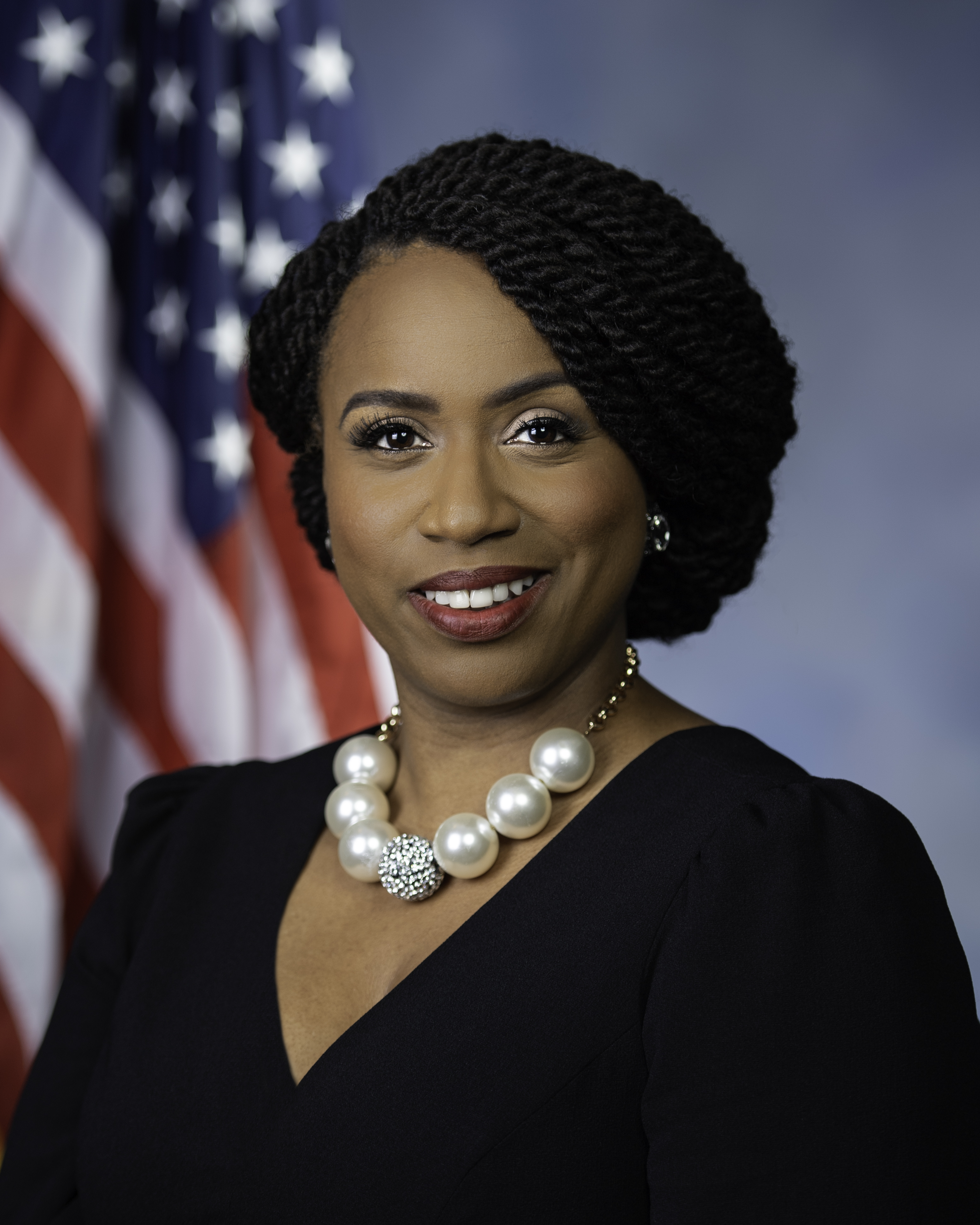

Ayanna Pressley (Cincinnati, 3 februari 1974) is sinds 2019 lid van het Huis van Afgevaardigden voor het 7e Congresdistrict van Massachusetts. Haar district beslaat het noordelijke driekwart van Boston, het grootste deel van Cambridge, delen van Milton, evenals geheel Chelsea, Everett, Randolph en Somerville.
Als lid van de Democratische Partij versloeg Pressley ze in 2018 de tien termijnen zitting hebbende afgevaardigde Michael Capuano in de voorverkiezing, waarna zij zich zonder oppositie kandidaat stelde voor de tussentijdse federale verkiezing. 
Eerder werd zij in 2010 als ongebonden lid van de gemeenteraad van Boston gekozen. Pressley was de eerste Afro-Amerikaanse vrouw die in de gemeenteraad van Boston werd verkozen en ze is de eerste gekleurde vrouw in het Congres door Massachusetts.

## Afkomst en opleiding
Pressley werd geboren in Cincinnati, maar werd opgevoed in Chicago, als enig kind van moeder Sandra Eechols, die allerlei baantjes verrichtte om het gezin te onderhouden en die voorts werkzaam was als maatschappelijk werkster bij de Chicago Urban League en vader Martin Terrell, die worstelde met verslavingen gedurende Pressleys jeugd, maar uiteindelijk verscheidene academische titels behaalde. Het huwelijk eindigde uiteindelijk in een scheiding.
Pressley groeide op in de noordelijke kant van Chicago en doorliep de Francis W. Parker School. Op deze prestigieuze particuliere highschool presenteerde zij zich als een strijdbaar debatteur. Gedurende het examenjaar van de highschool werd zij verkozen tot de "meest waarschijnlijke toekomstige burgemeester van Chicago".
Van 1992 tot 1994 volgde Pressley colleges op de Universiteit van Boston, maar ze stopte daarmee om een fulltime baan bij de Boston Marriott Copley Place te aanvaarden om haar moeder bij te staan, die haar baan was kwijt geraakt. Daarna vervolgde ze haar studies.

## Vroegere politieke carrière
Na het verlaten van de Universiteit van Boston, werkte Pressley als districtsvertegenwoordiger voor Congreslid Joseph P. Kennedy II, bij wie ze had stage gelopen tijdens haar studies. Haar taak bestond uit het het bijstaan van bijstandsbehoevenden, ouderen, veteranen en gehandicapten. Pressley werd Kennedys planner en directeur van diens kiesdistrict, voordat zij de politiek directeur en eerste assistent van senator John Kerry werd.

## Gemeenteraad van Boston
Pressley werd voor het eerst in november 2009 gekozen in de gemeenteraad van Boston. Na ingezworen te zijn op 4 januari 2010 was zij de eerste Afro-Amerikaanse vrouw, die in de 100-jarige geschiedenis van deze gemeenteraad zitting kreeg in deze Raad. In haar eerste jaar als gemeenteraadslid richtte Pressley de Commissie voor Gezondheid voor Vrouwen, Gezinnen en Gemeenschappen op, die onderwerpen behandelt zoals huiselijk geweld, kindermisbruik en mensenhandel. 
Verder werkte ze samen met opbouwwerkers om een omvangrijk programma rondom seksuele voorlichting en gezondheid te ontwikkelen, evenals een programma voor de begeleiding van academisch studenten. Zij werd in deze gemeenteraad herkozen in 2012, 2014, 2016 en 2018, alleen in het laatste geval niet als lijstaanvoerder. 

## Verkiezing Huis van Afgevaardigden
In januari 2018 maakte Pressley bekend dat zij het zittende Congreslid Michael Capuano uitdaagde in de Democratische voorverkiezing in het 7e Congresdistrict. Het 7e district is traditioneel Democratisch en is het enige in deze staat waar de meerderheid van de inwoners niet blank is. Capuano ontving steunbetuigingen van burgerrechtenactivisten en zowel Congresleden John Robert Lewis uit Georgia (staat) en Maxine Waters uit Californië.
De winst in 2018 van de Democratische voorverkiezing door Alexandria Ocasio-Cortez in het 14e Congresdistrict van New York van de lang zitting hebbende afgevaardigde Joseph Crowley verhoogde de zichtbaarheid van Pressleys campagne. Ondanks dat Capuano's staat van dienst in het Congres als een van de meest progressieve was, bleek doorslaggevend dat zowel Capuano als Crowley districten vertegenwoordigden, waarvan de meerderheid van de kiezers niet blank waren.
Evenals Capuano, voerde Pressley een stevige progressieve campagne. Sterker, ze gaf zelfs toe dat haar verkiezingsresultaat waarschijnlijk zou overeenkomen met dat van Capuano. Ze benadrukte echter dat een betrouwbaar progressief resultaat niet voldoende tegemoet zou komen aan de behoeften van een district, waarvan de demografische samenstelling en het karakter de afgelopen jaren aanmerkelijk veranderd zijn. Ook claimde zij dat het district vertegenwoordigd moest worden door iemand die een strijdbare rol kan spelen in het oppositie voeren tegen het presidentschap van Donald Trump. Ze voerde campagne met de slogan "Verandering kan niet wachten" en beloofde dat zij "activistisch leiderschap" zou brengen.
In de Democratische voorverkiezing op 4 september 2018 versloeg Pressley Capuano met een marge van 59% tegen 41%. Deze overwinning was een verrassing omdat de laatste peiling voor de verkiezing met 48% tegen 35% een duidelijke voorsprong voor Capuano liet zien. Voor een deel kan het onnauwkeurig uitpakken van de peilingen mogelijk worden verklaard door een opleving van kiezers die opkomen bij een voorverkiezing. Volgens een radiostation in Boston had 24% van de kiezers in de voorverkiezing in het 7e district niet gestemd in de vijf eerdere voorverkiezingen.
Het percentage van nieuwe kiezers vertoonde een onevenredig hoog aantal Spaans-Amerikaanse en Aziatisch-Amerikaanse kiezers. Pressley won de algemene verkiezing -zonder tegenstand- moeiteloos.

## Ambtsperiode Huis van Afgevaardigden
Pressley is lid van de informele groep Congresleden, die bekend is als de The Squad. De leden vormen een verenigd front om progressieve beleidsplannen, zoals de Green New Deal en Medicare-for-all door de voeren. De andere leden van The Squad zijn Ilhan Omar (D-MN), Rashida Tlaib (D-MI), en Alexandria Ocasio-Cortez (D-NY).
In een interview met The Boston Globe in juli 2019, zei Pressley dat haar bureau doodsbedreigingen had gekregen na de tweets van president Trump van 14 juli 2019 en in het algemeen sinds haar verkiezing in het Congres.
In mei 2019 hield Pressley de speech bij de uitreiking van de bul aan de afgestudeerden van de University of Massachusetts in Boston. Daarin zei ze tegen hen:"Jullie zijn president Trumps hevigste nachtmerrie". In de speech zei ze verder: "Vertegenwoordigd zijn hier vandaag dromers en doeners, immigranten, mensen van elk ras, elke sekse, elke gender identiteit en seksualiteit, zusters die Senegalees rocken en boerka's dragen".

## Enkele politieke opvattingen
President Trump: In haar overwinningsspeech na de voorverkiezing in september 2018 bekritiseerde Pressley president Donald Trump, stellend dat hij "een racist, misogyne man met een bankroet aan empathie" is. 
Zij steunt de "kies een knie"-protesten, die in zwang zijn gekomen om aandacht te vestigen op politiegeweld jegens zwarte mannen.
Gezondheidszorg: Pressley steunt Medicare-for-All.
Immigratie: In juni 2018 pleitte ze voor opheffing van de federale Immigratiedienst ICE, omdat de handhaving van het vluchtelingenbeleid  door deze dienst een "existentiële bedreiging" van gemeenschappen van immigranten inhoudt.
Seksueel en vuurwapengeweld: Als ervaringskundige van seksueel misbruik verklaart Pressley dat zij van het beëindigen van seksueel geweld een prioriteit maakt in haar werk in het Congres. In een artikel in The Nation stelt zij:  "Ik heb mijn leven gewijd aan het bevechten van het trauma van alle vormen van binnenlands seksueel en vuurwapengeweld.
Verlaging  leeftijd kiesrecht: Pressley stelt voor om de leeftijd voor de uitoefening van het kiesrecht van 18 jaar tot 16 jaar te verlagen. Het was haar eerste initiatief als Congreslid. Haar toelichting luidde: "Jonge mensen zijn de voorhoede als het gaat om enkele van onze meest existentiële crises. De tijd dringt. Onze jongeren verdienen het recht om te stemmen te kunnen uitoefenen". Haar wetsontwerp werd met een kleine meerderheid verworpen.

## Onderscheidingen
- 2012: Aspen-Rodel Fellow in Public Leadership, Class of 2012
- 2012: Truman National Security Project Partner
- 2014: Greater Boston Chamber of Commerce, 10 Outstanding Young Leaders
- 2014: Victim Rights Law Center, Leadership Award
- 2015: Boston magazine, 50 Most Powerful People
- 2015: EMILY's List, Gabrielle Giffords Rising Star Award
- 2016: The New York Times, 14 Young Democrats to Watch
- 2018: Boston magazine, 100 Most Influential People in Boston.

## Privé
Pressley woont in Dorchester, Massachusetts, met haar man, Conan Harris, en haar stiefdochter. 
Pressley spreekt zelden over haar geloof. Ze uitte wel dat ze een "gelovige vrouw" is die "opgroeide in de kerk" .  
Voorts is ze er open over dat zij als kind slachtoffer is geweest van seksueel misbruik. Ook werd zij als studente aan de Boston University seksueel geïntimideerd.
Pressleys man, Conan Harris, nam in januari 2019 ontslag als senior veiligheidsadviseur bij de gemeente Boston, om vervolgens zijn particuliere adviesbureau "Conan Harris & Associates" op te starten.
- Gemeinsame Normdatei: 1190562251
- SNAC: w6068680
- Biographical Directory of the United States Congress: P000617
- Virtual International Authority File: 3257156374130707710009